# CPR (album)
CPR è il primo ed eponimo album in studio del gruppo musicale statunitense CPR (Crosby, Pevar & Raymond), pubblicato nel 1998.

## Tracce
1. Morrison (Crosby/Raymond) – 4:45
2. That House (Crosby/CPR) – 5:25
3. One for Every Moment (Raymond) – 3:59
4. At the Edge (Crosby/CPR) – 4:21
5. Somebody Else's Town (Crosby & Pevar/Raymond) – 5:15
6. Rusty and Blue (Crosby) – 7:35
7. Somehow She Knew (Crosby/Crosby & Doerge) – 7:05
8. Little Blind Fish (Crosby/Pevar) – 3:37
9. Yesterday's Child (Crosby & Raymond/Raymond) – 4:00
10. It's All Coming Back to Me Now (Pevar & Crosby/Pevar) – 3:50
11. Time Is the Final Currency (Crosby) – 5:18